# Jufeng Lu
Jufeng Lu (chiń. 巨峰路站) – stacja początkowa metra w Szanghaju, na linii 6. Zlokalizowana jest pomiędzy stacjami Dongjing Lu i Wulian Lu. Została otwarta 29 grudnia 2007.